# ذا سيليبريتي أبرينتايس
ذا سيليبريتي أبرينتايس (بالإنجليزية: The Celebrity Apprentice)‏ هو برنامج تلفزيون واقع أمريكي وهو أحد نسخ برنامج ذا أبرينتايس، المقدم والمنتج من قبل دونالد ترامب من 2008 حتى 2015 وألذي أستبدل لاحقاً بأرنولد شوارزنيجر قبل أن ينتهي عرضه في في سنة 2017. يختلف هذا البرنامج عن أبرينتايس بكون المتسابقين فيه من المشاهير.

## المشاركين

### الموسم الأول
- تريس أدكينز
- كارول ألت
- ستيفن بالدوين
- نادية كومانشي
- تيفاني فالون
- جيني فينش
- نيلي غالان
- ماريلو هينر
- لينوكس لويس
- بيرس مورغان (الفائز)
- تيتو أورتيز
- أوماروزا مانيغو نيومان
- فنسنت باستور
- جين سيمونس

### الموسم الثاني
- كلينت بلاك
- أندرو كلاي
- آني دوك
- توم غرين
- نتالي غولبيس
- سكوت هاملتون
- جيسي جيمس
- كلوديا جوردان
- كلوي كارداشيان
- براين مكنايت
- جوان ريفرز (الفائزة)
- ميليسا ريفرز
- براند رودريك
- دينيس رودمان
- هيرشل ووكر
- تيوني واتكنز

### الموسم الثالث
- رود بلاغوجيفيتش
- سيليتا إيبانكس
- بيل غولدبيرغ
- مايكل جونسون
- ماريا كانليس
- سيندي لوبر
- كارول ليفر
- بريت مايكلس (الفائز)
- شارون أوزبورن
- هولي روبنسون بيت
- سمر ساندرز
- سينباد
- كورتيس ستون
- داريل ستراوبيري

### الموسم الرابع
- غاري بوسي
- خوسيه كانسيكو
- ديفيد كاسيدي
- هوب دوارتشيك
- ريتشارد هاتش
- لا تويا جاكسون
- ستار جونس
- نيني ليكس
- ليل جون
- مارلي ماتلين
- مارك مكغراث
- جون ريتش (الفائز)
- ليزا رينا
- نيكي تايلور
- دايوني وارويك
- ميت لوف

### الموسم الخامس
- كلاي أيكن
- مايكل اندريتي
- أدم كارولا
- تيا كاريري
- لو فيريغنو
- ديبي جيبسون
- تيريزا جيوديس
- فكتوريا غوتي
- أرسينيو هول (الفائز)
- بين جيليت
- ليزا لامبانيلي
- أوبري أو داي
- ديانا ميندوزا
- دي سنايدر
- جورج تاكي
- بول تيوتول
- شيريل تايغس
- باتريسيا فيلاسكيز

### الموسم السادس
- تريس أدكينز (الفائز)
- ستيفن بالدوين
- غاري بوسي
- ماريلو هينر
- لا تويا جاكسون
- بين جيليت
- كلوديا جوردان
- ليل جون
- بريت مايكلس
- أوماروزا مانيغو نيومان
- ليزا رينا
- براند رودريك
- دينيس رودمان
- دي سنايدر

### الموسم السابع
- جيمي أندرسون
- جوني ديمون
- فيفيكا ا. فوكس
- ليزا جيبونس (الفائزة)
- براندي غلانفيل
- كيت غوسلين
- جيلبرت جوتفريد
- سيغ هانسن
- شون جونسون
- كيفن جوناس
- لورنزو لاماس
- كينيا مور
- تيريل أوينز
- كيشيا نايت بوليام
- جيرالدو ريفيرا
- إيان زيرنج

### الموسم الثامن
- ليلى محمد علي
- بروك بورك
- إريك ديكرسون
- بوي جورج
- مات أيسمان (الفائز)
- كاري كيغان
- كارسون كريسلي
- ليزا ليزلي
- جون لوفيتز
- فينس نيل
- سنوكي
- كايل ريتشاردز
- شايل سونن
- بورشا وليامس
- ريكي وليامس
- كارني ويلسون